# 古勒勒勒
古勒勒勒（排灣族：Kuljeljelje），是台灣排灣族泰武部落（kulaljuc，位於今屏東縣泰武鄉）傳說中的蛇神，曾經下凡跟一名族人的女性生下後代。

## 傳說

### 身世與後代
古勒勒勒是一條由太陽生下來的百步蛇，太古時期，他曾經從天而降、咬破一顆檳榔後離開，而那顆檳榔後來被從地底來的一名叫做杜辜杜辜（Tjukutjuku）的女性吃掉，並且因此懷孕，生下了一名女嬰，而古勒勒勒這時下凡來宣告自己是那個女嬰的父親，並將其命名為姆阿蓋（Muakai）。

### 照顧
女兒出生後，古勒勒勒從天上一邊對姆阿蓋唱歌一邊下指示，姆阿蓋便隨著他的指示學會坐、站、走路等事情，等姆阿蓋長大後，他又唱歌為姆阿蓋創造家畜、穀物、蔬菜以及人，讓姆阿蓋帶領那些人建立部落，成為他們的頭目，並且小刀和放置小刀的容器作為自己下凡時的信物交給她，還吩咐她以後結婚時要宰五頭白豬獻給自己。姆阿蓋後來如期遵照祂的指示，把供品至於屋外並關上門，古勒勒勒便來取走了供品。